# 1984 Fedynskij
1984 Fedynskij è un asteroide della fascia principale del diametro medio di circa 37,98 km.  Scoperto nel 1926, presenta un'orbita caratterizzata da un semiasse maggiore pari a 3,0095752 UA e da un'eccentricità di 0,0900348, inclinata di 4,79347° rispetto all'eclittica.
L'asteroide è dedicato al geologo sovietico Vsevolod Vladimirovič Fedynskij.